# Umweltallianz Sachsen
Die Umweltallianz Sachsen ist eine 1998 beschlossene Vereinbarung zwischen der Sächsischen Staatsregierung und der sächsischen Wirtschaft. Sie dient zur Unterstützung freiwilliger Maßnahmen zur Durchsetzung betrieblicher Umweltziele und damit zur Verminderung der Umweltbelastung. 

## Entwicklung der Allianz
Eine zweite Vereinbarung zwischen der sächsischen Agrarpolitik und der Land- und Forstwirtschaft, wurde am 9. September 1999 unterzeichnet. Am 27. Oktober 2010 fusionierten beide Allianzen zur heutigen „Umweltallianz Sachsen“. Fortgeschrieben wurde die Allianz im Juni 2014 im Rahmen der 6. Umweltkonferenz der Handwerkskammer Chemnitz. Doch diesmal nicht für fünf Jahre, sondern nur bis Ende 2016. Ziele der Allianz soll die Stärkung des umweltgerechten Wirtschaftens in Sachsen sein und die Kommunikation zwischen Staat und Wirtschaft zur Lösung von Problemen im Bereich des Umweltschutzes.